# Rytmika zmienna
Rytmika zmienna - to taki rodzaj przebiegu rytmicznego utworu muzycznego, w którym nie ma regularności.
Pojęcie rytmiki zmiennej wiąże się z urozmaiconym przebiegiem rytmicznym jak również ze zmianami metrum w obrębie utworu.